# Калино (Архангельская область)
Калино — деревня в Мезенском районе Архангельской области. Входит в состав Быченского сельского поселения.

## География
Деревня расположена в северной части области на расстоянии примерно в 92 километрах по прямой к юго-востоку от районного центра Мезени.
Часовой пояс
Деревня Калино как и вся Архангельская область, находится в часовой зоне МСК (московское время). Смещение применяемого времени относительно UTC составляет +3:00.

## Население
| 2002 | 2010 | 2012 |
| ---- | ---- | ---- |
| 71   | ↘37  | ↗45  |

Национальный состав
Согласно результатам переписи 2002 года, в национальной структуре населения русские составляли 99 % из 70 чел..